# سامورا ماشيل
سامورا ماشيل (بالبرتغالية: Samora Moisés Machel‏) هو سياسي من موزمبيق ولد في عام 1933، وتوفي عام 1986 بسبب حادث طيران. شغل منصب أول رئيس لجمهورية موزمبيق الشعبية بين عامي 1975 و1986.

## روابط خارجية
- سامورا ماشيل على موقع الموسوعة البريطانية (الإنجليزية)
- سامورا ماشيل على موقع مونزينجر (الألمانية)
- سامورا ماشيل على موقع إن إن دي بي (الإنجليزية)
- سامورا ماشيل على موقع كينوبويسك (الروسية)